# Daniel McFadden
Daniel McFadden (Raleigh, EUA 1937) és un economista i professor universitari estatunidenc guardonat amb el Premi del Banc de Suècia de Ciències Econòmiques l'any 2000.

## Biografia
Va néixer el 29 de juliol de 1937 a la ciutat de Raleigh, població situada a l'estat nord-americà de Carolina del Nord. Va realitzar els seus estudis universitaris d'economia a la Universitat de Minnesota, on es graduà el 1957 i doctorà el 1962.
El 1964 inicià la docència a la Universitat de Berkeley i el 1977 fou nomenat professor d'economia a l'Institut Tecnològic de Massachusetts. Des de l'any 1991 torna a ser professor de la Universitat de Berkeley a Califòrnia.

## Recerca econòmica
Interessat en l'econometria, i especialment, en la microeconomia, va desenvolupar la "Teoria de l'opció discreta" (en anglès: discrete choice). L'any 1991 fundà l'"Econometrics Laboratory", un centre de recerca que es dedica a la computació estadística per a aplicacions econòmiques i del qual és el director.
L'any 2000 fou guardonat amb el Premi del Banc de Suècia de Ciències Econòmiques, juntament amb James Heckman, pel desenvolupament de la teoria i dels mètodes d'anàlisi de l'opció discreta.